# (9342) Carygrant
(9342) Carygrant ist ein Asteroid des Hauptgürtels, der am 6. August 1991 von dem belgischen Astronomen Eric Walter Elst am La-Silla-Observatorium der Europäischen Südsternwarte in Chile (IAU-Code 809) entdeckt wurde.
Der Asteroid wurde am 20. November 2002 nach dem britischen Filmschauspieler Cary Grant (1904–1986) benannt, der 1942 die US-amerikanische Staatsbürgerschaft annahm und unter der Regie von Alfred Hitchcock vier bedeutende Filmklassiker drehte, darunter 1955 Über den Dächern von Nizza mit Grace Kelly.